# Iwan Ordez
Iwan Mykolajowytsch Ordez (ukrainisch Іван Миколайович Ордець, bekannt und offiziell geführt in der anglisierten Form als Ivan Ordets; * 8. Juli 1992 in Blyschnje) ist ein ukrainischer Fußballspieler. Der Verteidiger stand zuletzt in Deutschland beim VfL Bochum unter Vertrag.

## Karriere

### Verein
Ordez begann seine Karriere bei Schachtar Donezk. Im Januar 2011 wurde er an Illitschiwez Mariupol verliehen. In Mariupol spielte er allerdings keine Rolle und stand nicht ein Mal im Profikader. Zur Saison 2011/12 kehrte er wieder nach Donezk zurück, wo er allerdings ebenfalls nie im Profikader stand. Im Januar 2013 wurde er ein zweites Mal an Illitschiwez verliehen. Im März 2013 debütierte er schließlich in der Premjer-Liha, als er am 19. Spieltag der Saison 2012/13 gegen Metalurh Saporischschja in der Startelf stand. Während der eineinhalbjährigen Leihe kam der Innenverteidiger zu 39 Einsätzen für Mariupol in der höchsten ukrainischen Spielklasse.
Zur Saison 2014/15 kehrte Ordez wieder nach Donezk zurück. 2014/15 kam er zu neun Einsätzen in der Premjer-Liha. In der Spielzeit 2015/16 absolvierte er 16 Erstligaspiele. In der Saison 2016/17 machte er 20 Erstligaspiele, 2017/18 16. Die Saison 2018/19 verpasste er aufgrund einer Achillessehnenoperation nahezu komplett, lediglich im Mai 2019 kam er zweimal zum Einsatz. Mit Schachtar wurde er von 2017 bis 2019 drei Mal in Serie Meister.
Zur Saison 2019/20 wechselte Ordez nach Russland zum FK Dynamo Moskau. In seiner ersten Spielzeit in der russischen Hauptstadt kam er zu 17 Einsätzen in der Premjer-Liga, in denen er ein Tor erzielte. Nach Startschwierigkeiten bei Dynamo – in den ersten zwölf Saisonspielen kam er nur zu einem Kurzeinsatz – konnte sich der Ukrainer ab dem 13. Spieltag in der Innenverteidigung der Moskauer etablieren.
Für die Saison 2022/23 schloss sich Ordez dem Bundesligisten VfL Bochum an. Bei dem Wechsel machte er von der Sonderregel Gebrauch, die von der FIFA infolge des Krieges in der Ukraine beschlossen wurde. Demnach durften Verträge von ausländischen Profis, die in Russland aktiv sind, bis zum 30. Juni 2023 ausgesetzt werden. Am Klassenerhalt seines neuen Vereins war er mit starken Leistungen – er kam in 30 von 34 möglichen Spielen zum Einsatz – wesentlich beteiligt, vom Fachblatt kicker erhielt er die beste Durchschnittsbenotung der Bochumer Abwehrspieler. Am 18. Juni 2023 gab der VfL Bochum bekannt, dass der Innenverteidiger auch in der Bundesliga-Saison 2023/24 für das Team von der Castroper Straße auflaufen wird. Durch den zum Ende der Spielzeit 2023/24 in zwei Relegationsspielen gegen Fortuna Düsseldorf erreichten Klassenerhalt verlängerte sich der Vertrag des Ukrainers um zwei Jahre. Im Sommer 2025 verließ er Bochum.

### Nationalmannschaft
Ordez durchlief ab der U-18 sämtliche ukrainische Jugendnationalteams. Zwischen November 2012 und Oktober 2014 kam er zu 14 Einsätzen in der U-21-Auswahl. Im Mai 2014 debütierte er für die A-Nationalmannschaft, als er in einem Testspiel gegen Niger in der Startelf stand. In jenem Spiel, das die Ukrainer mit 2:1 gewannen, erzielte der Abwehrspieler auch prompt sein erstes Tor für sein Land.

## Erfolge
Schachtar Donezk
- Ukrainischer Meister: 2016/17, 2017/18,
- Ukrainischer Pokalsieger: 2015/16, 2016/17, 2017/18,
- Ukrainischer Superpokalsieger: 2017 (Schachtar Donezk)